# Deutsche Umsiedlungs-Treuhand

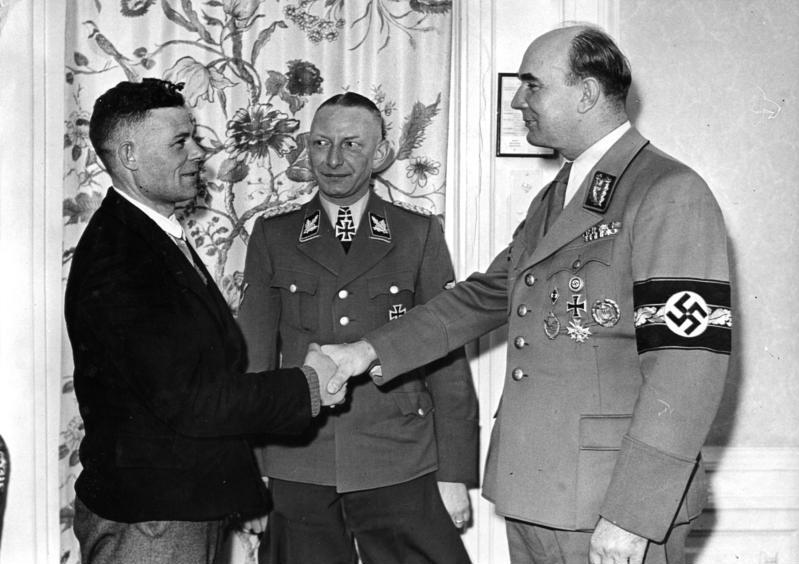
Arthur Greiser (rechts) und Heinz Reinefarth begrüßen am 17. März 1944 den Millionsten Umsiedler in Litzmannstadt (Lodz).

Die Deutsche Umsiedlungs-Treuhand GmbH (DUT) wurde am 3. November 1939 als Gesellschaft mit beschränkter Haftung gegründet. Ihre Aufgabe war es, Umsiedler vermögensrechtlich zu betreuen und Kredite zu gewähren. In Zusammenarbeit mit der von Heinrich Himmler gegründeten „Volksdeutschen Mittelstelle“ (VOMI) erfüllte sie Teilaufgaben im Projekt „Heim ins Reich“, wonach alle Volksdeutschen aus Süd- und Osteuropa im Großdeutschen Reich konzentriert werden sollten.

## Organisation
Die DUT unterstand dem von Heinrich Himmler geleiteten Reichskommissariat für die Festigung deutschen Volkstums. Heinrich Bredenbreuker war von Herbst 1939 bis 1943 Direktor der DUT. Ihm zur Seite stand bis zum Kriegsende als zweiter Direktor Kurt Kleinschmidt.
Der Geschäftsbericht 1940 wies folgende Aufsichtsratsmitglieder aus und dokumentiert damit das Verhältnis zu SS und Partei sowie den Behördencharakter im privatrechtlichen Mantel:
- Vorsitzender: Wilhelm Keppler, SS-Gruppenführer, Staatssekretär im Auswärtigen Amt
- Ulrich Greifelt, SS-Brigadeführer, Chef der Dienststelle des Reichsführers SS als Reichskommissar für die Festigung deutschen Volkstums
- George Christians, stellvertretender Leiter des Außenhandels-Amtes der Auslandsorganisation der NSDAP

In § 8 des Gesellschaftsvertrags heißt es zudem: „Jede Wahl zum Aufsichtsrat wird erst dann wirksam, wenn die Zustimmung des Reichsführers SS vorliegt.“
Niederlassungen der DUT befanden sich in Posen, Litzmannstadt (Gepäckzentrale), Danzig, Lublin und Kattowitz.

## Vorgehen
Ungefähr 600.000 aus den baltischen Staaten, Polen, Frankreich, Südtirol und der Sowjetunion stammende Deutsche wurden in Gebiete umgesiedelt, die von den deutschen Behörden nach der Besetzung Polens in das Reich eingegliedert worden waren.
Die Haupttreuhandstelle Ost beschlagnahmte in Zusammenarbeit mit der SS auf Grundlage der sogenannten Polen-Vermögens-Verordnung Handelsunternehmen, Handwerksbetriebe sowie Grundvermögen, die Angehörigen des ehemaligen polnischen Staates in den Reichsgauen Danzig-Westpreußen und Wartheland gehörten, um den als deutsch deklarierten Siedlern die Ansiedlung zu ermöglichen. Millionen Menschen wurden zwangsweise vertrieben, um Platz für diese deutschen Siedler zu schaffen; dies wurde von der Umwandererzentralstelle organisiert. Die meisten Polen wurden zur Zwangsarbeit nach Deutschland gebracht, der Rest siedelte in das neugebildete Generalgouvernement über.
Mit der Verwaltung eines Teils der beschlagnahmten Güter im Reichsgau Danzig-Westpreußen wurde die Grundstücksgesellschaft für den Reichsgau Danzig-Westpreußen mbH beauftragt. Die DUT war in diesem Zusammenhang mit dem Verkauf der Güter an Volksdeutsche vom Reichsstatthalter beauftragt und für Grundstücksgeschäfte bevollmächtigt. Für den Kauf wurde "im Herkunftslande zurückgelassenes Vermögen" durch Ausgleichsbescheide angerechnet; ggf. erhielt die DUT eine im Grundbuch eingetragene Grundschuld. Erwerbsnebenkosten wie Gerichtskosten, Schreibgebühren und die Grunderwerbssteuer wurden in der Regel erlassen, Notargebühren waren auf 20 % reduziert. Der Weiterverkauf oder eine Verpachtung des erworbenen Grundbesitzes ohne Zustimmung des Reichskommissars für die Festigung deutschen Volkstums wurde für fünf Jahre bei Vertragsstrafe ausgeschlossen.
Zur Finanzierung der Operationen der DUT leitete die Deutsche Bank zusammen mit der Dresdner Bank ein Konsortium, das für die Umsiedlungsarbeiten dieser Organisation 100 Millionen Reichsmark zur Verfügung stellte.

### Aussiedlung aus Lettland Oktober 1939 bis Juni 1941
Die Umsiedlungs-Treuhand-AG (UTAG, lett.: Fiduciāra izceļošanas akciju sabiedrība) war gemäß dem deutsch-lettischen Umsiedlungsvertrag vom 30. Oktober 1939 zur Liquidation des von den Umsiedlern in Lettland zurückgelassenen Vermögens und zu ihrer Vertretung vor Behörden und Gerichten, formell als lettische Aktiengesellschaft gegründet, tatsächlich war sie aber eine Unterorganisation der DUT. Die UTAG begann ihre Tätigkeit in Riga im November 1939 mit mehreren paritätisch besetzten deutsch-lettischen Kommissionen, deren eine sich auch über die mitzunehmenden oder zurückzulassenden Kulturgüter zu einigen hatte. Über das Grundvermögen schloss sie zum Teil Globalverträge mit der lettischen Staatlichen Agrarbank und, über die DUT, mit der Kreditbank, welche die Grundstücke pauschal übernahmen. Die Abwicklungstätigkeit der UTAG wurde im Juni 1940 durch den Einmarsch der Roten Armee unterbrochen. Mit der UdSSR mussten neue Verträge geschlossen werden (1941).